# Burghplan
Burghplan is een buurt in het stadsdeel Stratum in de stad Eindhoven, in de Nederlandse provincie Noord-Brabant. Op 1 januari 2023 telde de buurt 2.995 inwoners, verdeeld over 1.492 woningen, met een gemiddelde WOZ-waarde van € 304.000, op een oppervlakte van 0,5 km².
De buurt behoort tot de wijk Putten, waartoe de volgende buurten behoren:
- Poeijers
- Burghplan
- Sintenbuurt (Bonifaciuslaan)
- Tivoli
- Gijzenrooi
- Nieuwe Erven
- Kruidenbuurt
- Schuttersbosch
- Leenderheide
- Riel

De naam De Burgh komt van een oud landgoed dat al in 1325 wordt genoemd. In 1913 werd op die plaats het huidige "kasteel" gebouwd, aan de rand van de buurt Tuindorp. De buurt is na de Tweede Wereldoorlog gebouwd.

## Foto's

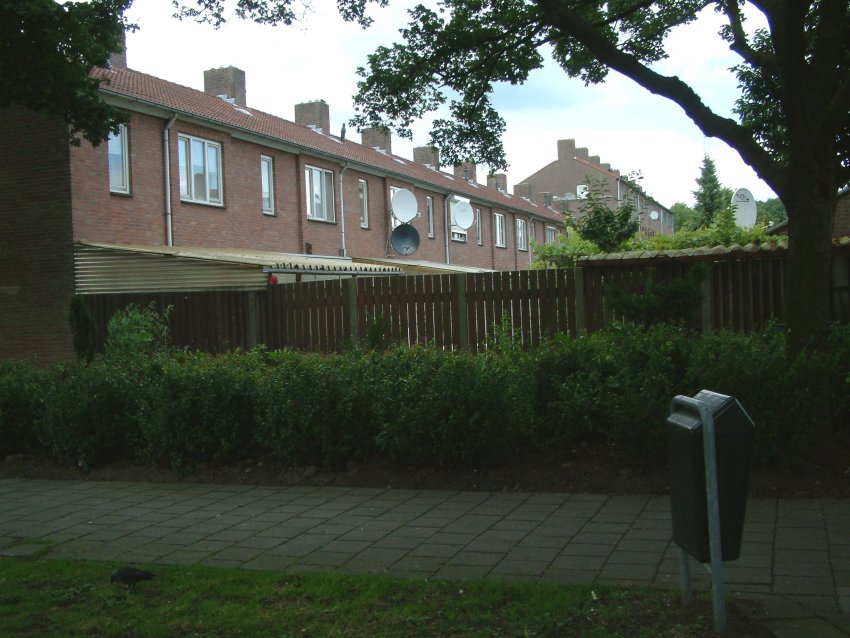
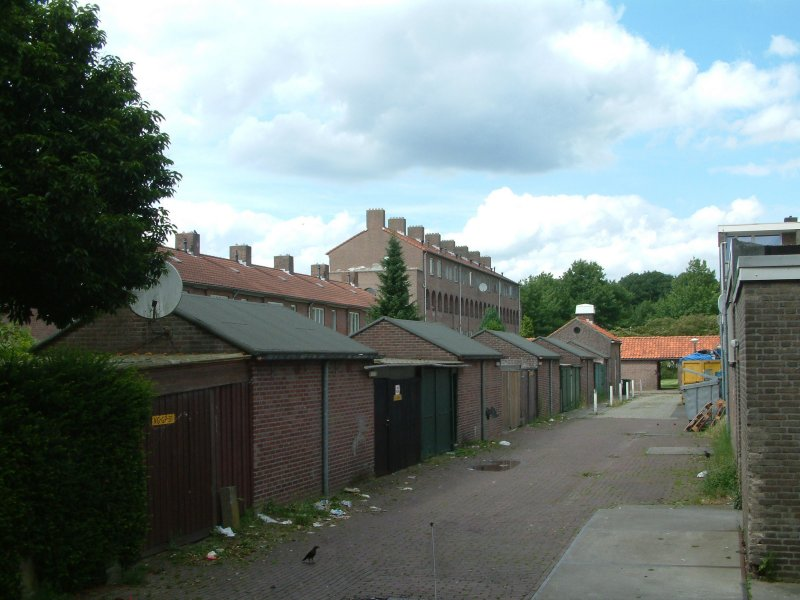
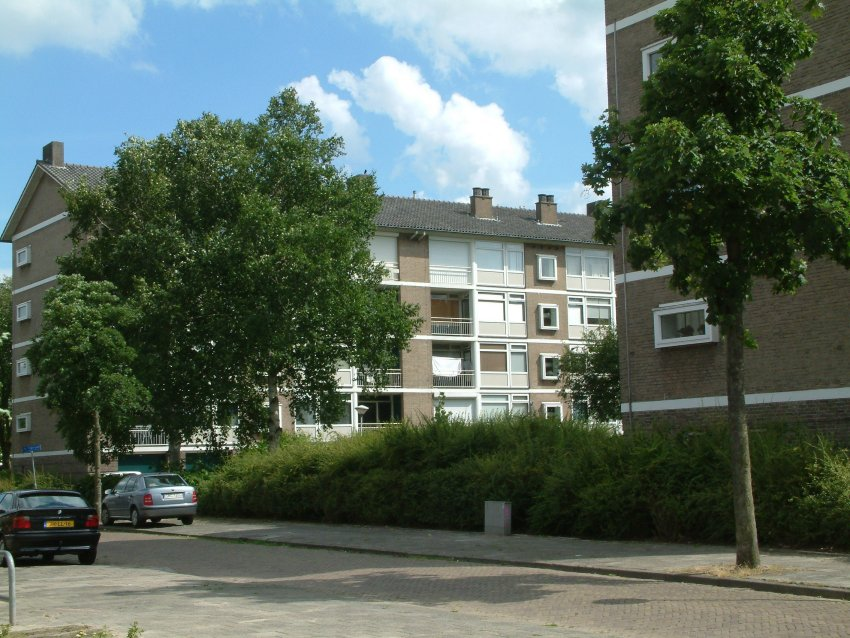